# Julio Álvarez Cao
Julio Álvarez Cao fue un historietista argentino conocido fundamentalmente por sus guiones para las revistas de historietas publicadas por la Editorial Columba, para la cual trabajó hasta su fallecimiento.

## Biografía
Era sobrino del también recordado ilustrador español nacido en Lugo y emigrado a la Argentina de muy joven José María Cao Luaces, ilustrador de numerosas portadas de la revista Caras y Caretas de Buenos Aires.Hijo de Eduardo Álvarez Cao , director de Caras y Caretas y sobrino de El galleguito, Jose González.
Si bien el historietista es recordado fundamentalmente por su trabajo como guionista, sus comienzos fueron como dibujante. El primer guion que publicara Julio Álvarez Cao sería aceptado por el creador de El Eternauta, Héctor Germán Oesterheld.
Sus trabajos más conocidos son, entre otros, las series gauchescas Capitán Camacho, Cabo Savino (que sería llevado al cine, sin éxito, por uno de sus dibujantes y creador del personaje, Carlos Casalla) o Pehuén Curá, así como también las series ambientadas en los bajofondos porteños Carbajo, Ganzúa y Cía o Crónicas de un porteño viejo.